# Acalypha dalzellii
Acalypha dalzellii är en törelväxtart som beskrevs av Joseph Dalton Hooker. Acalypha dalzellii ingår i släktet akalyfor, och familjen törelväxter. Inga underarter finns listade i Catalogue of Life.